# العلاقات العمانية الليختنشتانية
العلاقات العمانية الليختنشتانية هي العلاقات الثنائية التي تجمع بين سلطنة عمان وليختنشتاين.

## مقارنة بين البلدين
هذه مقارنة عامة ومرجعية للدولتين:
| وجه المقارنة                                              | سلطنة عمان    | ليختنشتاين                                 |
| --------------------------------------------------------- | ------------- | ------------------------------------------ |
| المساحة (كم2)                                             | 309.50 ألف    | 16                                         |
| عدد السكان (نسمة)                                         | 4.64 مليون    | 37.47 ألف                                  |
| الكثافة السكانية (ن./كم²)                                 | 14.99         | 234.19 ألف                                 |
| العاصمة                                                   | مسقط          | فادوتس                                     |
| اللغة الرسمية                                             | اللغة العربية | اللغة الألمانية                            |
| العملة                                                    | ريال عماني    | فرنك سويسري                                |
| الناتج المحلي الإجمالي (بليون دولار)                      | 72.64 مليار   | 6.29 مليار                                 |
| الناتج المحلي الإجمالي (تعادل القوة الشرائية) بليون دولار | 179.49 مليار  |                                            |
| الناتج المحلي الإجمالي الاسمي للفرد دولار أمريكي          | 15.55 ألف     |                                            |
| الناتج المحلي الإجمالي للفرد دولار أمريكي                 | 38.63 ألف     |                                            |
| مؤشر التنمية البشرية                                      | 0.793         | 0.908                                      |
| رمز المكالمات الدولي                                      | +968          | +423                                       |
| رمز الإنترنت                                              | عمان          | .li                                        |
| المنطقة الزمنية                                           | ت ع م+04:00   | توقيت وسط أوروبا، ت ع م+01:00، ت ع م+02:00 |

## منظمات دولية مشتركة
يشترك البلدان في عضوية مجموعة من المنظمات الدولية، منها:
| علم المنظمة | اسم المنظمة                   | تاريخ انضمام سلطنة عمان | تاريخ انضمام ليختنشتاين |
| ----------- | ----------------------------- | ----------------------- | ----------------------- |
|             | الاتحاد البريدي العالمي       | ?                       | ?                       |
|             | الاتحاد الدولي للاتصالات      | 28 أبريل 1972           | 25 يوليو 1963           |
|             | منظمة حظر الأسلحة الكيميائية  | ?                       | ?                       |
|             | منظمة التجارة العالمية        | 2000                    | ?                       |
|             | منظمة الشرطة الجنائية الدولية | ?                       | ?                       |
|             | الأمم المتحدة                 | 7 أكتوبر 1971           | 18 سبتمبر 1990          |

## وصلات خارجية
- موقع وزارة الخارجية العمانية